# Гояндира
Гояндира (порт. Goiandira) — муниципалитет в Бразилии, входит в штат Гояс. Составная часть мезорегиона Юг штата Гойас. Входит в экономико-статистический микрорегион Каталан. Население составляет 4716 человек на 2005 год. Занимает площадь 560,707 км². Плотность населения — 8,3 чел./км².
Праздник города — 6 мая.

## История
Город основан 6 мая 1931 года. 

## Статистика
- Валовой внутренний продукт на 2003 год составляет 27 070 373,00 реалов (данные: Бразильский институт географии и статистики).
- Валовой внутренний продукт на душу населения на 2003 год составляет 5631,45 реал (данные: Бразильский институт географии и статистики).
- Индекс развития человеческого потенциала на 2000 год составляет 0,765 (данные: Программа развития ООН).